# Видзы
Ви́дзы (бел. Відзы) — городской посёлок в Браславском районе Витебской области Беларуси. Административный центр Видзовского сельсовета.
Численность населения — 1 546 человек (на 1 января 2025 года).

## География
Посёлок находится в 40 км к юго-западу от Браслава. Около посёлка располагается ряд небольших озёр. В 5 км к западу проходит граница с Литвой, Видзы находятся в пограничной зоне Республики Беларусь.
Через посёлок проходит автодорога Р27 (Браслав — Поставы — Мядель).
Имеется регулярное автобусное сообщение с Браславом.

## Геральдика
Герб и флаг учреждены Указом Президента Республики Беларусь от 9 февраля 2004 года № 60 и зарегистрированы в Государственном геральдическом регистре Республики Беларусь 3 марта 2004 года №  Б-3 и № Б-4. Одобрены решением Видзовского поселкового Совета депутатов от 20 сентября 2002 года № 15-2.

## История
Видзы известны с середины XV века. Великий князь Сигизмунд Кейстутович отдал земли между реками Дисна и Дрисвята братьям Довгирду, Даукшу и Нарушу. Потомки последнего Нарушевичи основали местечко Видзы. Название Видзы связано с финно-угорским словом видзэ – «луг, покос».
Впоследствии имение многократно меняло владельцев. В 1481 году тогдашние владельцы Видзов Довгирдовичи построили деревянный католический храм Рождества Пресвятой Девы Марии для бернардинцев, прибывших из Вильно. C 1524 года Видзами владел виленский воевода Альбрехт Гаштольд, часть местечка и окрестных земель принадлежала виленским епископам. Помимо католиков в местечке действовали также православная, старообрядческая, мусульманская, иудейская и протестантская общины.
С 1629 года владение Пацов. Михаил Пац отписал свои видзские владения ордену регулярных каноников с целью завершения строительства храма св. Петра и Павла в Вильно. В 1754 году иезуиты построили в Видзах новый костёл, резиденцию и школу. В XIX веке иезуитский костёл был разрушен, и окончательно разобран в 1867 году. По переписи 1794 года в Видзах было 182 дома, 1270 жителей; 50 домов принадлежало Вавжецким, которые также владели значительными землями вокруг городка. Наиболее известный представитель этого рода — Томаш Вавжецкий, один из руководителей восстания Костюшко.

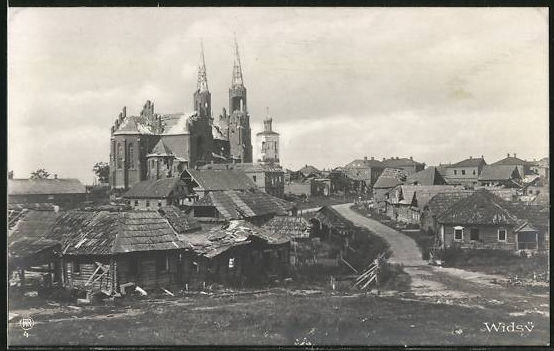
Видзы на фото времён Первой мировой войны. Троицкий костёл.

В результате третьего раздела Речи Посполитой (1795) Видзы оказались в составе Российской империи. В ходе Отечественной войны 21-22 июля 1812 года здесь располагались ставка Александра I и Барклая де Толли. 25-30 июля в Видзах была главная квартира Мюрата. 28 ноября 1812 года Видзы сильно пострадали в ходе боя между отступающими французами и российским отрядом.
В 1825 году в Видзах было 822 жителей и 498 домов, работала уездная школа. Во время учёбы в Виленского университета в Видзы к своему дяде Маевскому приезжал Адам Мицкевич. В начале 1820-х годов здесь жил российский революционер-декабрист Александр Поджио. В 1835 году в Видзах произошёл страшный пожар, уничтоживший большую часть поселения.
С 1843 года Видзы — заштатный город Ковенской губернии, центр волости. В 1860 году в Видзах было 498 жителей, 248 домов; действовали костёл, часовня, синагога, 5 еврейских молитвенных домов, мечеть, городская дума, мужское и женское народные училища, почтовая станция, аптека. Три раза в год проводились ярмарки. В 1893 году в Видзах было 5800 жителей.
В 1914 году было закончено строительство неоготического Троицкого католического храма. В первую мировую войну городок был оккупирован войсками кайзеровской Германии, сильно пострадал во время боевых действий. В августе 1919 оккупирован войсками Польши, в июле 1920 году — Красной Армией. По Рижскому мирному договору (1921 года) Видзы попали в состав межвоенной Польской Республики, где входили в Браславский повят Виленского воеводства. С 1939 года в составе БССР, в январе 1940 года получили статус городского посёлка и центра Видзовского района.
27 июня 1941 года Видзы оккупированы немецко-фашистскими захватчиками, которые уничтожили в Видзах и районе 4154 человек. 2708 евреев были убиты в Видзенском гетто. Видзы освобождены 8 июля 1944 года. В 1960 году утратил статус райцентра, войдя в состав Браславского района Витебской области.

## Население
Численность населения — 1 546 человек (на 1 января 2025 года).
| Численность населения:                                                                          |
| Графики недоступны из-за технических проблем. См. информацию на Фабрикаторе и на mediawiki.org. |

| Год         | 1959 | 1970  | 1979  | 1989  | 2006  | 2016  | 2018  | 2019  | 2023   | 2024 | 2025   |
| ----------- | ---- | ----- | ----- | ----- | ----- | ----- | ----- | ----- | ------ | ---- | ------ |
| Численность | 2426 | ▲2747 | ▲2821 | ▼2184 | ▼1806 | ▼1670 | ▼1669 | ▼1506 | ▲1 533 |      | ▼1 546 |

## Образование
В посёлке действует музыкальная и средняя школы, профессионально-технический колледж.

## Культура
- Дом культуры
- Историко-краеведческий музей «Вытокі»
- Музей ГУО «Видзовская средняя школа Браславского района»

## Достопримечательности

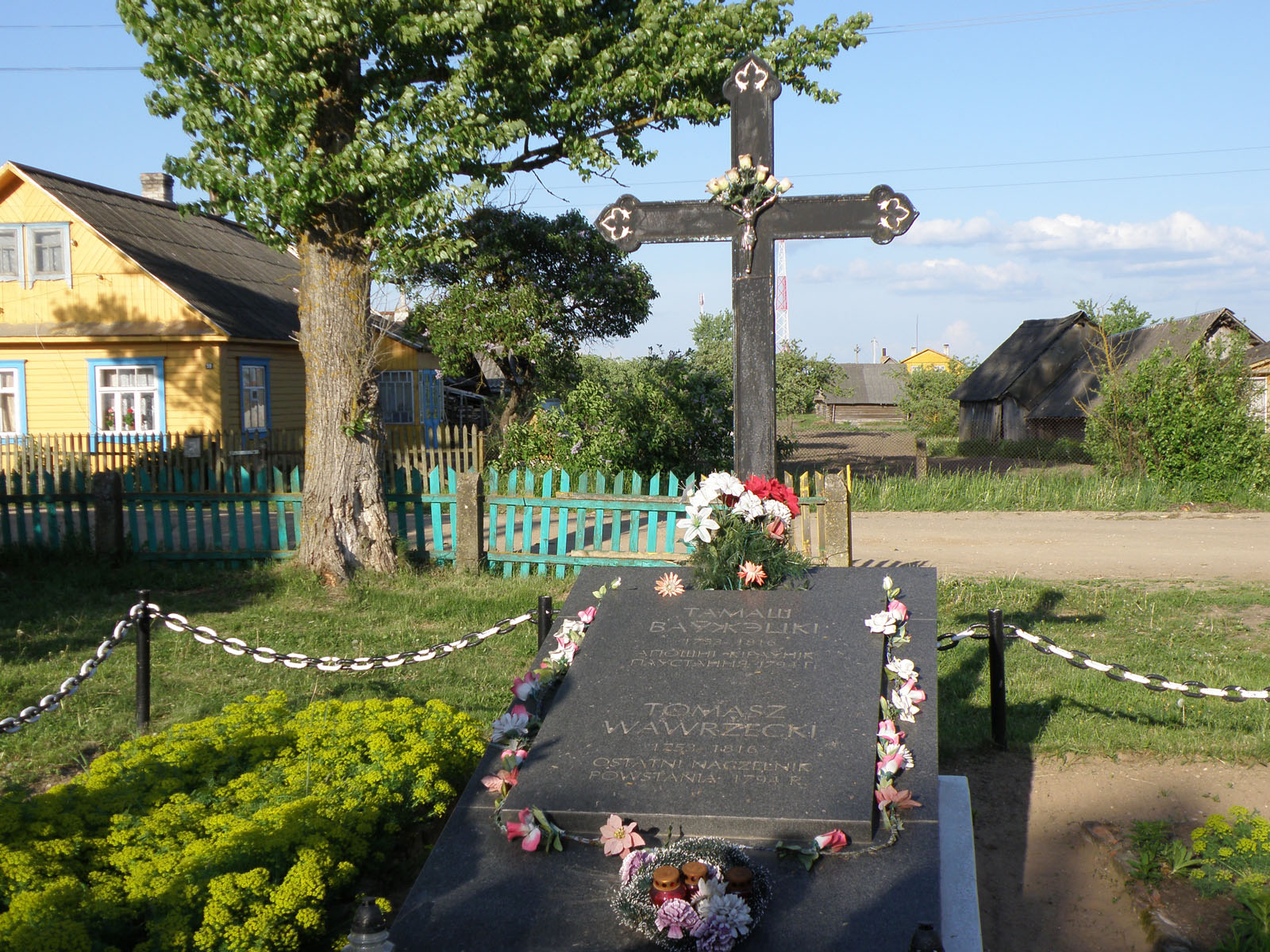
Могила Томаша Вавжецкого

- Троицкий костёл (другое название — «Костёл Рождества Девы Марии») (1914) — один из самых высоких костёлов Белоруссии (высота — 59 метров). В стены костёла вмурованы два снаряда первой мировой войны
- Старообрядческая Успенская церковь (1907)
- Часовня католическая (середина XIX в.) — руины
- Водяная мельница (конец XIX—начало XX вв.)
- Рядовая застройка (конец XIX—начало XX вв.)
- Могила Томаша Вавжецкого — польского политического деятеля, одного из руководителей восстания 1794 г.
- Придорожная католическая часовня (после 1990 г.)
- Фрагменты местечковой застройки (нач. XX в.)
- Водяная мельница
- Коптильня
- Железобетонные укрепления времен 1-й мировой войны.
- Еврейское кладбище
- Старообрядческие кладбища
- Мусульманский молельный дом
- Братские могилы советских воинов и партизан на кладбище и в центре поселка (1944)
- Свято-Николаевская церковь

#### Утраченное наследие
- Мечеть (1934 г.)